# 雨竜第一ダム
雨竜第一ダム（うりゅうだいいちダム）は、北海道雨竜郡幌加内町、一級河川・石狩川水系雨竜川最上流部に建設されたダムである。
北海道電力株式会社が管理する発電専用ダムで、堤高45.5メートルの重力式コンクリートダムである。ダムよりも人造湖である朱鞠内湖（しゅまりないこ）の方が有名であるが、この朱鞠内湖は湛水（たんすい）面積（ダム湖の面積のこと）が日本で最も広い人造湖である。戦時中である1943年（昭和18年）に完成して以降、この記録は未だに破られていない。

## 沿革
苫小牧に製紙工場を建設し、その電力を供給する為に千歳川の電源開発を実施した王子製紙は、大正末期になると雨竜川の電源開発を志向し始めた。当時の王子製紙は本業の製紙業の他に電力事業を展開しており、豊富な原生林と水量を得る事の出来る雨竜川上流部は正に魅力的であった。1928年（昭和3年）王子製紙は雨竜川電源開発を推進する為に『雨竜電力株式会社』を子会社として設立。ダムならびに朱鞠内湖の敷地は、北海道帝国大学の演習林（現・北海道大学北方生物圏フィールド科学センター　森林圏ステーション　雨竜研究林）であり、アカエゾマツの巨木が茂る原生林であった。王子製紙は北大からこの演習林を購入し、ダム工事に着手した。また原生林は製紙用原木として伐採された。一方北大は土地売却代金と水没予定地の木材売却代金を北海道大学理学部旧庁舎(現・北海道大学総合博物館)の建設費用の一部に当てたとされる。
ダムが建設される地点は雨竜川源流部に当り極めて山深く、冬季は深い雪に閉ざされる極寒の地であった。この為深名線を延伸して工事用資材をダムサイト予定地まで運搬する為の鉄道延伸工事を開始し、完成後に本格的な工事を開始した。本川の雨竜第一ダムと雨竜土堰堤、ダム直下流で雨竜川に合流する宇津内川に雨竜第二ダム（右下写真）を建設し、更にダムの水を利用して認可出力51,000キロワットの雨竜発電所を建設する事が目的である。建設開始直後雨竜電力は国家による電力統制策によって強制的に解散させられ、日本発送電株式会社に吸収させられた。

## 建設工事
以後は日本発送電によって建設が進められたが、折からの戦争に伴う資材不足と冬はマイナス40℃にもなる酷寒に悩まされ（この地域は日本で最も極寒の地域でもある）、多くの建設従事者が犠牲になりながらも1943年（昭和18年）に雨竜第二ダムと共に完成した。だが建設に際しては、連合国軍捕虜が強制労働を強いられたほか、アジアからの多くの出稼ぎ労働者等も同様の劣悪な環境で従事せざるを得なかった。建設に従事した労働者は延べ600万人と言われ、一日当たりでは最大7,000人が労働に従事したと伝えられる。その殆どは過酷なタコ部屋労働であり、更に約3,000人に及ぶアジアからの出稼ぎ労働者が建設に従事したともいわれる。正確な状況は現在も不明であるが、多数の労働者が過酷な労働と厳寒の気候に耐えられず犠牲となった。湖畔に程近い場所に建つ光顕寺に当時の犠牲者の位牌や遺品が史料パネルとともに展示されている。

## 深名線の整備
ダム建設に際し、建設用物資を輸送する為の鉄道整備として、1924年（大正13年）に深川と幌加内を結ぶ旧国鉄により敷設された「深名線が開通した。ダム建設が本格化するようになった1932年（昭和7年）に、添牛内駅と朱鞠内駅間10.2kmが開通し深川駅と接続。さらに、本体工事が開始された後の1941年（昭和16年）には名寄市西部の初茶志内駅と朱鞠内駅間35.8kmが完成して名寄駅とも接続。資材運搬に威力を発揮した。
しかし戦後、乗降客の減少に伴い赤字路線に転落。冬季の交通事情に鑑み、JR北海道発足後も辛うじて存続されていたが、国道275号（空知国道）の道路整備が図られバス輸送が冬季でも可能になったことから、1995年（平成7年）9月4日に全線廃止となった。

## 日本で最も広い人造湖
戦後、日本発送電は分割されることになり、1951年（昭和26年）に全国9電力会社に分割・民営化された。これ以後ダムと発電所の管理・運営は北海道電力株式会社に移譲され、現在は「北海道電力雨竜ダム統合管理事務所」によって第一・第二ダムは統合管理されている。
雨竜土堰堤（北緯44.292786度0分0秒 東経142.204003度0分0秒 / 北緯44.29279度 東経142.20400度）は高さ22.0メートルのアースダムで、雨竜第一ダムの鞍部ダムである。雨竜第二ダムは高さ35.7メートルの重力式コンクリートダムである。なお、雨竜発電所は土木学会による「土木学会選奨土木遺産」に登録されている。雨竜第一ダムと第二ダムの間では貯水を融通するトンネルが設けられ、これらダム湖の水はさらにトンネルを通して石狩川から北海道第二の大河・天塩川に流域変更され、天塩川沿いにある雨竜発電所において発電される。石狩川水系では滝里ダム（空知川）の滝里発電所に次ぐ規模の水力発電所でもある。
ダムによって出来た人造湖・朱鞠内湖は日本屈指の大人造湖である。湛水面積2,373ヘクタールは徳山ダム（徳山湖、揖斐川）の2倍の広さを有し、これは現在でも破られていない日本一の広さである。また、総貯水容量は2億2,465万3千トンで完成当時は日本一、その後夕張シューパロダム（夕張川）が完成するまでは北海道一であった。湖岸は複雑に入り組んだ地形となっており原生林に囲まれたそのたたずまいは自然湖にも等しい。キャンプ場なども整備されており、1974年（昭和49年）には朱鞠内道立自然公園に指定された。
雨竜川には下流に北海道開発局農業水産部（農林水産省）と北海道企業局が共同管理する鷹泊ダム（重力式コンクリートダム。37.0メートル）が1953年（昭和28年）に完成している。かんがいと発電を目的としており北海道企業局が管理する鷹泊発電所は認可出力5,700キロワットである。北海道内の水力発電開発は雨竜川の事業を経てこの後石狩川上流・十勝川や「日高一貫電源開発計画」による新冠川・静内川の大規模水力発電開発に発展して行く。

## 雨竜発電所
雨竜発電所（北緯44.278704度0分0秒 東経142.336360度0分0秒 / 北緯44.27870度 東経142.33636度）は北海道名寄市にある北海道電力の発電所である。朱鞠内湖の水を天塩川に落として発電を行っている。2005年に土木学会選奨土木遺産に選ばれている。

## 朱鞠内発電所
朱鞠内発電所（北緯44.300463度0分0秒 東経142.181260度0分0秒 / 北緯44.30046度 東経142.18126度）は雨竜第一ダムに近接して設けられた揚水機能を持つ発電所である。雨竜発電所の発電量を増加させることを目的として、1950年から雨竜川に設けた三股取水堰からの揚水を行っていた朱鞠内揚水所を2012年に改修する際に、揚水用のポンプと電動機に発電機能を持たせたものである。6月から8月の間灌漑用放流水による発電を行い、それ以外の時期は揚水を行う。